# Моето богатство е да те обичам
Моето богатство е да те обичам (на испански: Mi fortuna es amarte) е мексиканска теленовела, режисирана от Исаяс Гомес и Алехандро Гамбоа и продуцирана от Никандро Диас Гонсалес за Телевиса през 2021-2022 г. Версията, разработена от Хуан Карлос Алкала в сътрудничество с Алехандра Диас и Хосе Рубен Нуниес, е базирана на колумбийската теленовела La quiero a morir, създадена от Луис Фелипе Саламанка.
В главните роли са Сусана Гонсалес и Давид Сепеда, а в отрицателните – Серхио Сендел, Шантал Андере, Дения Агалиану и Мишел Гонсалес.

## Сюжет
Наталия и Висенте са двама души, страдащи заради различни ситуации, които за миг променят коренно живота им. Наталия е с високо обществено положение, но губи всичко, когато съпругът ѝ я напуска след 20 години брак заради онази, която ѝ е била „най-добра приятелка“, и я оставя на улицата без пари. Висенте, който е с различно социално-икономическо положение от Наталия, става жертва на финансова измама, която го оставя в трудна икономическа ситуация. За Наталия и Висенте няма друг избор, освен да живеят под един покрив. Двамата ще преминат през много възходи и падения на емоциите, когато се опитват да разрешат личните си ситуации.

## Актьори
- Сусана Гонсалес – Наталия Роблес де Канту
- Давид Сепеда – Висенте Рамирес Перес "Ченте"
- Серхио Сендел – Адриан Канту Гарса
- Шантал Андере – Констанса Роблес
- Химена Кордоба – Таня Ривас
- Карлос де ла Мота – Марио Ривас
- Дения Агалиану – Вероника Аланис Гомес
- Мишел Гонсалес – Олга Паскуал Чавес
- Кармен Салинас – Маргарита Домингес вдовица де Перес (еп. 1-45)
- Мария Рохо – Маргарита Домингес вдовица де Перес (еп. 46-92)
- Луис Фелипе Товар – Густаво
- Омар Фиеро – Елиас Хадад
- Лисет – Самя Карам де Хадад
- Ана Берта Еспин – Тереса вдовица на Роблес
- Лус Елена Гонсалес – Чоле
- Мишел Виет - Фернанда
- Ромсес Алеман – Хуан Габриел Рамирес Перес "Хуанпа"
- Рикардо Силва – Клаудио Роблес
- Дайрен Чавес – Валентина
- Родриго Бранд – Омар Хадад Карам
- Фернанда Урдапиета – Андреа Канту Роблес
- Даниела Мартинес – Рехина Канту Роблес
- Андрес Васкес – Хосе Рамирес Перес "Пепе"
- Адриана Фонсека – Лусия Нието Пас де Рамирес
- Андрес Себастиан Гонсалес – Бенхамин Рамирес Нието
- Маркос Монтеро – Уилям
- Рикардо Франко – Феликс
- Карлос Мосмо – Донован
- Сайд Пе – Синба

## Премиера
Премиерата на Моето богатство е да те обичам е на 8 ноември 2021 г. по Las Estrellas. Последният 92 епизод е излъчен на 13 март 2022 г.

## Прием
| Година    | Излъчване        | Брой епизоди | Премиера       | Премиера         | Финал        | Финал            |
| Година    | Излъчване        | Брой епизоди | Дата           | Зрители (в млн.) | Дата         | Зрители (в млн.) |
| --------- | ---------------- | ------------ | -------------- | ---------------- | ------------ | ---------------- |
| 2021–2022 | понеделник-петък | 92           | 8 ноември 2021 | 3.7              | 13 март 2022 | 5.2              |

## Продукция
По време на предпроизводствения етап теленовелата е с временното озаглавена El amor cambia de piel. На 6 юли 2021 г. Никандро Диас Гонсалес потвърждава, че главните роли ще се изпълняват от Сусана Гонсалес и Давид Сепеда. Снимките на теленовелата започват във форум на филмовото студио Телевиса Сан Анхел на 11 август 2021 г., като Гонсалес и Сепеда са първите, които заснемат своите сцени. На 16 август 2021 г. е обявено участието на актрисата Адриана Фонсека, която се завръща в редиците на мексиканската компания Телевиса, след като през 2009 г. напусна компанията. На 26 август 2021 г. започват записите на теленовелата в локация и е обявен част от актьорския състав. В същия ден е съобщено официалното заглавие на продукцията, като 55% от записите се осъществяват на различни локации, а 45% във форум. Теленовелата е адаптирана от Хуан Карлос Алкала в сътрудничество със сценаристите Алехандра Диас и Хосе Рубен Нуниес, като за режисурата отговарят Исаяс Гомес и Алехандро Гамбоа, за операторството – Ернесто Ареола и Алехандро Фрутос Маса, а за фотографията – Давид Селис и Алфонсо Мендоса.

## Версии
- La quiero a morir, колумбийска теленовела, създадена от Луис Фелипе Саламанка, режисирана от Хуан Карлос Васкес и Унай Амучастеги и продуцирана за Каракол Телевисион през 2008-2009 г., с участието на Ана Мария Трухийо, Михаил Мулкай, Махида Иса и Луиджи Айкарди.